# World of Warcraft: Warlords of Draenor Soundtrack
World of Warcraft: Warlords of Draenor Soundtrack lub World of Warcraft: Warlords of Draenor Collector’s Edition Soundtrack – oficjalna ścieżka dźwiękowa z gry World of Warcraft: Warlords of Draenor, będącej piątym dodatkiem do World of Warcraft. Album został skomponowany przez Russella Browera, Neala Acree, Clinta Bajakiana, Sama Cardona, Craiga Stuarta Garfinklego, Edo Guidotti'ego, Eímear Noone oraz dodatkowo przez Jasona Hayesa, Glenna Stafforda i Tracy Bush, którzy odpowiadają za klasyczne motywy muzyczne z uniwersum Warcrafta, wykorzystane w ścieżce dźwiękowej. Duża część soundtracku Warlords of Draenor (21 minut) została stworzona przez Clinta Bajakiana, amerykańskiego kompozytora i starszego menadżera muzycznego Pyramind Studio, który po raz pierwszy pracował nad muzyką dla gier Blizzarda (na swoim koncie ma skomponowanie ścieżki dźwiękowej m.in. do God of War czy Uncharted: Złota Otchłań). Album został wydany 13 listopada 2014 roku przez Blizzard Entertainment na CD (dostępna tylko w edycji kolekcjonerskiej) i do cyfrowego ściągnięcia na stronie iTunes (w formacie m4a).

## Formaty i listy utworów
CD, digital download:
| Nr  | Tytuł utworu                | Długość |
| --- | --------------------------- | ------- |
| 1.  | „A Siege of Worlds”         | 12:05   |
| 2.  | „The Homeworld Beckons”     | 3:14    |
| 3.  | „Times Change”              | 4:19    |
| 4.  | „Eternal Night”             | 1:15    |
| 5.  | „Clan Warsong”              | 5:25    |
| 6.  | „Visions of the Prophet”    | 3:20    |
| 7.  | „The Foundry”               | 4:09    |
| 8.  | „Allegiances”               | 5:23    |
| 9.  | „Sacrifice”                 | 4:33    |
| 10. | „Family”                    | 4:03    |
| 11. | „Old Growth”                | 4:37    |
| 12. | „Instruments of the Arcane” | 2:14    |
| 13. | „We Shall Be Conquerors”    | 4:17    |
| 14. | „Ways of the Ancient Ones”  | 5:40    |
| 15. | „Khadgar”                   | 3:42    |
| 16. | „Ancestors”                 | 1:48    |
| 17. | „Iron Dawn”                 | 2:27    |
| 18. | „Lifeblood”                 | 2:04    |
| 19. | „Tides of War”              | 3:10    |
|     |                             | 1:17:45 |

## Twórcy i personel pracujący nad ścieżką dźwiękową
- Skomponowana przez Russella Browera, Neala Acree, Sama Cardona, Craiga Stuarta Garfinklego, Edo Guidotti'ego, Eímeara Noonea z Blizzard Entertainment oraz Clinta Bajakiana z Pyramind Studio.
- Za klasyczne motywy muzyczne z uniwersum Warcrafta odpowiadają Jason Hayes, Glenn Stafford i Tracy Bush.
- Zaaranżowana przez Billa Listona, Penkę Kounevę, Lennie Moore, Steve'a Bernsteina, Chrisa Klatmana, Russella Brower, Neala Acree, Clinta Bajakiana, Sama Cardona, Craiga Stuarta Garfinkle'a, Edo Guidottiego, Eimeara Noone'a i Eamonn Noone'a.
- Za wykonanie odpowiada Northwest Sinfonia Orchestra and Chorus oraz Simon James i David Sabee.
- Zremasterowana przez Berniego Grundmana w Bernie Grundman Mastering w Hollywood w Kalifornii, USA.
- Zmiksowana przez Johna Rodda i Johna Kurlandera oraz Jerem'ego Garrena i Gregory'ego J. Gordona, Giorgio Blosiego i Clinta Bajakiana z Pyramind Studio.

Źródło:

## Nagrody i nominacje
Album World of Warcraft: Warlords of Draenor Soundtrack zdobył jedną nagrodę i dwanaście nominacji:
| Rok  | Przyznający                                  | Nagroda                                            | Kategoria                                                     | Odbiorcy i nominowani                                                                                 | Wynik     | Źr.    |
| 2015 | The Cue Awards                               | Scorecast Cue Award                                | Best Video Game Score                                         | Russel Brower, Neal Acree, Clint Bajakian i pozostali kompozytorzy                                    | Nominacja | [ 14 ] |
| 2015 | ASCAP Composers' Choice Awards               | ASCAP Composers' Choice Award                      | Video Game Score of the Year                                  | Russell Brower, Neal Acree, Edo Guidotti i Eimear Noone (wraz z Jasonem Hayesem i Glennem Staffordem) | Nominacja | [ 15 ] |
| 2015 | International Film Music Critics Association | International Film Music Critics Association Award | Best Original Score for a Video Game or Interactive Media     | Russel Brower, Neal Acree, Clint Bajakian i pozostali kompozytorzy                                    | Nominacja | [ 16 ] |
| 2015 | Motion Picture Sound Editors                 | Golden Reel Award                                  | Best Sound Editing - Game Cinematics                          | Russell Brower, John Kurlander, Neal Acree i inni                                                     | Nominacja | [ 17 ] |
| 2015 | Movie Music UK                               | Movie Music UK Award                               | Best Video Game Score                                         | Russel Brower, Neal Acree, Clint Bajakian i pozostali kompozytorzy                                    | Nominacja | [ 18 ] |
| 2015 | Game Music Online                            | Annual Game Music Award                            | Scores of the Year: Best Score – Cinematic / Orchestral       | | Nominacja | [ 19 ] |
| 2015 | Game Music Online                            | Annual Game Music Award                            | Scores of the Year: Outstanding Contribution – Ensemble       | Northwest Sinfonia Orchestra and Chorus – "A Siege of Worlds"                                         | Nominacja | [ 19 ] |
| 2015 | Game Music Online                            | Annual Game Music Award                            | Audio of the Year: Outstanding Achievement – Cinematic Music  | | Nominacja | [ 19 ] |
| 2015 | Game Music Online                            | Annual Game Music Award                            | Audio of the Year: Outstanding Achievement – Music Production | | Nominacja | [ 19 ] |
| 2015 | Soundtrack Geek                              | Soundtrack Geek Award                              | Best Cue                                                      | Russel Brower, Neal Acree, Clint Bajakian i pozostali kompozytorzy – "A Siege Of Worlds"              | Nominacja | [ 20 ] |
| 2015 | Soundtrack Geek                              | Soundtrack Geek Award                              | Best Video Game Score                                         | Różni artyści                                                                                         | Nominacja | [ 20 ] |
| 2014 | Hollywood Music in Media Awards              | Hollywood Music in Media Award                     | Original Score – Video Game                                   | Russel Brower, Neal Acree, Clint Bajakian i pozostali kompozytorzy                                    | Wygrana   | [ 21 ] |
| 2014 | Hollywood Music in Media Awards              | Hollywood Music in Media Award                     | Song/Score – Trailer                                          | Russel Brower i Neal Acree                                                                            | Nominacja | [ 22 ] |